# مختار الهمامي
مختار الهمامي هو اقتصادي وسياسي تونسي.

## السيرة الذاتية
مختار الهمامي هو مختص في الاقتصاد. ترأس الهيئة العامة للإشراف والمرافقة والمصادقة على اللامركزية التابعة لوزارة الشؤون المحليّة والبيئة التونسية. 

شغل عدة مسؤوليات حكومية، منها مدير عام للجماعات المحلية التي كانت تابعة لوزارة الداخلية، ومدير المالية المحلية في وزارة التنمية والتخطيط، ثم مدير عام مركز التكوين ودعم اللامركزية في 2012، ثم رئيس الهيئة العامة للاستشراف ومرافقة المسار اللامركزي بوزارة الشؤون المحلية والبيئة في 2017. 

عين في 14 نوفمبر 2018 في منصب وزير الشؤون المحلية والبيئة في حكومة يوسف الشاهد.